# Quartier (Mayenne)
Der Quartier ist ein Fluss in Frankreich, der im Département Mayenne in der Region Pays de la Loire verläuft. Er entspringt beim Weiler Le Galop, im südwestlichen Gemeindegebiet von Gesnes, entwässert generell Richtung Südwest und mündet nach insgesamt rund 20 Kilometern im südlichen Stadtgebiet von Laval als linker Nebenfluss in die Mayenne. Der Quartier wird über einen Großteil seines Weges von der Bahnstrecke Paris–Brest begleitet. Außerdem quert er im Unterlauf auch die Autobahn A81.

## Bezeichnungen des Flusses
Der Fluss ändert auf seinen Teilabschnitten mehrfach seinen Namen in Abhängigkeit von bestimmten Orten, die er tangiert. Die offizielle Bezeichnung entstammt der französischen Gewässerdatenbank Sandre.
Die verschiedenen Bezeichnungen lauten in Fließrichtung:
- Ruisseau de Barbé
- Ruisseau du Quartier
- Ruisseau de Saint-Nicolas

## Orte am Fluss
(Reihenfolge in Fließrichtung)
- Château Gresse, Gemeinde La Chapelle-Anthenaise
- La Chapelle-Anthenaise
- Le Ronceray, Gemeinde Louverné
- Le Quartier, Gemeinde Bonchamp-lès-Laval
- Saint-Nicolas, Gemeinde Laval
- Laval